# L'atleta innamorato
L'atleta innamorato (The Drop Kick) è un film muto del 1927 diretto da Millard Webb.
È un film drammatico a sfondo sportivo statunitense con Richard Barthelmess, Barbara Kent e Dorothy Revier. È basato sul racconto Glitter di Katharine Brush.

## Trama
Eunice è la vedova di Brad Hathaway.
Brad si era tolto la vita e aveva lasciato una lettera d'addio destinata al suo migliore amico Jack Hamill, nella quale innanzitutto gli aveva confessato i motivi del suo gesto estremo, dicendosi sicuro che Jack lo avrebbe perdonato  perché "you love me and I know you love Eunice" ("mi vuoi bene e so che vuoi bene ad Eunice"), e aveva proseguito raccomandando all'amico, come una sorta di ultima volontà, di non lasciare la donna sola a fronteggiare uno scandalo.
Brad era l'allenatore della squadre di football dell'università, della quale Jack era ed è un brillante giocatore. Per fronteggiare le eccessive pretese finanziarie della moglie, Brad aveva finito col prelevare indebitamente del denaro dal budget che l'università forniva alla squadra, e, infine, aveva confessato al rettore il furto. Ciò avrebbe comportato come minimo l'espulsione di Brad dall'organico dell'istituto. Venuta a conoscenza di questo, una sera Eunice lascia il marito (più precisamente: lo caccia di casa), poi convoca d'urgenza Jack.
Arrivato Jack, dopo un breve colloquio fra lui e la donna (durante il quale lei era riuscita a strappargli un bacio), si ode il colpo d'arma da fuoco col quale Brad, in giardino, si era ucciso. Molti studenti del campus accorrono attorno al corpo esanime dell'allenatore, e notano che Jack, al momento della disgrazia, si trovava a casa di Brad ed Eunice. Circostanza oltremodo sconveniente, tanto più che Jack era stato notoriamente un ex-fidanzato della donna, che dal canto suo non aveva mai lesinato atteggiamenti sbarazzini nei suoi confronti.
Eunice pensa a come poter continuare una vita dispendiosa dopo la dipartita del marito: apre la lettera d'addio indirizzata da Brad a Jack, rimasta sigillata su un tavolo, e nota che la seconda pagina di essa inizia con le parole "I know you love Eunice" ("so che vuoi bene ad Eunice", "so che ami Eunice"), seguite dalla raccomandazione all'amico di non lasciarla sola. Ella quindi taglia la lettera, mostra a Jack solo la seconda parte di essa, e gli riferisce la circostanza (inventata) secondo la quale Brad si sarebbe ucciso dopo aver visto, quella sera fatale, lei e Jack assieme, ed il loro bacio.
Jack a questo punto si sente in colpa, sente di essere stato il motivo, seppure involontario, del suicidio del suo miglior amico; e, fedele alla memoria di Brad, intende la sua raccomandazione di non lasciare Eunice nello scandalo come un'esortazione a sposare Eunice, altrimenti compromessa agli occhi del pubblico. E l'uomo non esita, pur con immenso rammarico, a rompere il suo recente fidanzamento con una giovane di valore, Cecily, impegnandosi a sposare Eunice. Jack è decisamente un rampollo dell'alta borghesia: al suo fianco Eunice non mancherà di denaro per i propri capricci.
Il piano della donna sembra dunque andare a buon fine.
Ma non convince tutti. La madre di Jack si stupisce dell'insolito voltafaccia del figlio, lasciare Cecily per Eunice, e si mette ad indagare. Non le è difficile scoprire l'esistenza delle due parti della lettera: e si presenta ad Eunice, rendendole noto di poter molto facilmente privare il figlio dell'eredità, rendendolo uno spiantato, dal quale Eunice non avrebbe potuto ricavare niente. Le intima infine, dietro un pagamento di una cifra non certo paragonabile al patrimonio che la cacciatrice di dote avrebbe sperato di ottenere, di presentarle la prima metà della lettera.
L'intera lettera viene infine fatta leggere a Jack, che apprende che i veri motivi del disperato gesto di Brad non hanno nulla a che fare con l'incontro fra lui ed Eunice, ma risiedono invece – per triste che sia -  nello stato d'animo depressivo nato nell'amico per la sua difficile situazione finanziaria. Eunice peraltro è appena partita per l'Europa, e Jack e Cecily si riuniscono felicemente.

## Produzione
Il film, diretto da Millard Webb su una sceneggiatura di Winifred Dunn con il soggetto di Katharine Brush, fu prodotto da Richard A. Rowland per la First National Pictures.

## Distribuzione
Il film fu distribuito negli Stati Uniti il 25 settembre 1927 dalla First National Pictures. In Italia, distribuito nel 1919 dalla First National, ottenne il visto di censura numero 24811.
Alcune delle altre uscite internazionali sono state:
- nel Regno Unito il 19 marzo 1928 (Glitter)
- in Portogallo il 26 giugno 1929 (Um Grande Jogador)
- in Spagna (La gran jugada)
- in Brasile (Triunfo às Avessas)